# Port de l'Albeille
Le port de l'Albeille est un col pédestre élevé de la chaîne pyrénéenne, situé sur la frontière entre Andorre et la France, sur la commune de Lercoul dans le département de l'Ariège, au nord, et la station d'Ordino-Arcalis, sur la paroisse d'Ordino, au sud. Son altitude est de 2 601 mètres.

## Toponymie
Port est un terme issu du latin portus qui désigne dans les Pyrénées un col de montagne,.

## Géographie
Le port de l'Albeille, encadré par deux grands sommets, le pic de Tristagne (2 878 mètres) et le pic de l'Albeille (2 765 mètres), domine l'étang Fourcat et des étangs plus modestes sur le versant français et les Estanys de Tristaina sur le versant andorran.
Il donne sur la haute vallée du Vicdessos côté français, et sur le vallon du riu de Tristaina, côté andorran.

## Accès et randonnées
La Haute randonnée pyrénéenne franchit la frontière au port sur l'étape 30, entre le refuge gardé de l'Étang Fourcat et le village d'El Serrat (paroisse d'Ordino).